# Ян, Ананд
Ананд Ян (Anand A. Yang) — индийско-американский историк, специалист по Южной Азии и всемирной истории. Доктор философии (1976), профессор Вашингтонского университета в Сиэтле. В 2002—2010 директор Henry M. Jackson School of International Studies.
Родился в Бенгалии в семье китайцев (идентифицирует себя индийским китайцем); вырос и учился в школе в Нью-Дели, окончил среднюю школу в Мехико (Мексика), после чего в 1966 перебрался в Соединенные Штаты для поступления в колледж.
Окончил Суортмор-колледж (бакалавр BA, 1970). Докторскую степень по истории получил в Виргинском университете. Начинал карьеру, специализируясь по Южной Азии, особенно по колониальной Индии. До перехода в Вашингтонский университет в 2002, преподавал в Sweet Briar College и Университете Юты, в последнем на протяжении пяти лет заведовал кафедрой истории. В 2015—2019 завкафедрой истории Вашингтонского университета.
Экс-редактор The Journal of Asian Studies и Peasant Studies. Являлся директором Американского совета научных обществ.
В 2006—2007 годах президент Ассоциации азиатских исследований (Association for Asian Studies), а в 2007-9 — World History Association. Замечал, что «история развивается как дисциплина в тени национального государства и всегда связана с национальным государством…»
Автор книг The Limited Raj: Agrarian Relations in Colonial India, Saran District, 1793-1920 (UC Press, 1989) {Рец.} и Bazaar India: Markets, Society, and the Colonial State in Gangetic Bihar; редактор томов Crime and Criminality in British India {Рец.} и Interactions: Transregional Perspectives on World History (Honolulu, 2005).